# Laxenecera moialeana
Laxenecera moialeana là một loài ruồi trong họ Asilidae. Laxenecera moialeana được Séguy miêu tả năm 1939. Loài này phân bố ở vùng nhiệt đới châu Phi.